# Charnockite
 (septembre 2013).

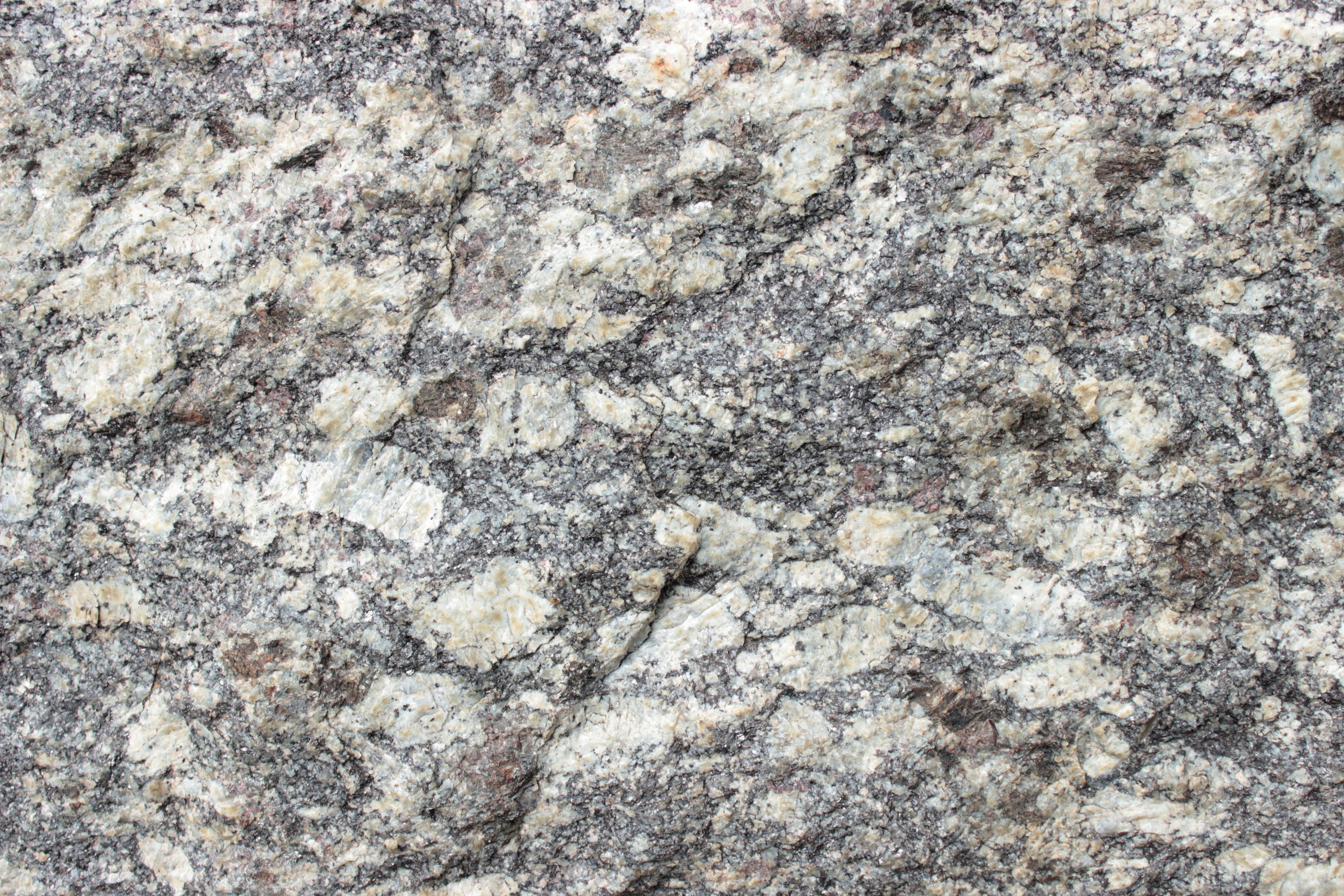
Charnockite à grenats d'Ansignan.

Au sens strict, le terme charnockite est utilisé pour désigner un granite à orthopyroxène, roche magmatique composée de quartz, feldspath alcalin (microcline ou orthose perthitique), feldspath plagioclase, et orthopyroxène (hypersthène). D’autres minéraux comme la biotite ou le grenat peuvent être présents. Au sens plus large, le terme charnockite est utilisé pour désigner toute roche quartzofeldspathique à orthopyroxène, en particulier des roches d’origine métamorphique. Cet usage est maintenant déconseillé par de nombreux auteurs, en particulier à la suite de nombreuses confusions car il devient ainsi un synonyme de granulite. Les minéraux des charnockites contiennent souvent de nombreuses inclusions alignées parallèlement à certains plans cristallographiques. Ces inclusions donnent des aspects iridescents caractéristiques aux charnockites. 

## Historique
Le terme charnockite a été proposé par T. H. Holland en 1900 pour désigner des roches granitiques à hypersthène de la région de Madras, en Inde. Son nom est dédié à Job Charnock, fondateur de Calcutta, dont la pierre tombale fut taillée dans cette roche. Des roches similaires ont depuis été retrouvées dans d’autres secteurs de l’Inde, au Canada, au Brésil, en Norvège… La caractéristique majeure des charnockites, la présence d’orthopyroxène, peut avoir soit une origine magmatique, soit être produite par métamorphisme (déshydratation de la biotite), d’où une certaine confusion sur l’origine de ces roches. Il est maintenant recommandé de réserver le terme charnockite à des roches d’origine magmatique à orthopyroxène, même si elles ont pu subir une déformation et/ou un métamorphisme subséquent, conduisant à la formation d’orthogneiss.
Roche très présente dans les socles précambriens, souvent sous des granites, on la retrouve notamment en France autour de la ville d'Ansignan, où elle présente une variation de faciès avec présence ou non de grenat.

## Sources
- Frost BR, Frost CD (2008) On charnockites. Gondwana Research 13: 30–44

D'après le Dictionnaire de géologie d'A.Foucault et J.F Raoult (Ed. Dunod).